# أذن (جبلة)

تعديل مصدري - تعديل

أذن هي إحدى قرى عزلة المعشار بمديرية جبلة التابعة لمحافظة إب، بلغ تعداد سكانها 1478 نسمة حسب تعداد اليمن لعام 2004.